# 羅珵
羅珵（1493年—1541年），字邦珍，號欿齋。江西泰和縣人，軍籍，明朝政治人物，榜眼及第。

## 生平
嘉靖十三年（1534年）甲午科江西鄉試第三十八名舉人。嘉靖十七年（1538年）中式戊戌科會試第二百三十二名，登第一甲第二名。授翰林院编修，卒於官，年四十九。

## 家族
曾祖羅鐸，舉人署訓導事 贈通議大夫吏部右侍郎；祖父羅用俊，國字監助教 累封通議大夫吏部右侍郎；父羅欽德，按察司按察使。母康氏（封宜人）。具庆下。弟羅珰。